# Pecan Grove (Texas)
Pecan Grove est une census-designated place du comté de Fort Bend, dans l’État du Texas, aux États-Unis. Sa population était de 15 963 habitants en 2010.